# هنري بوفرت
هنري بوفرت (بالإنجليزية: Henry Beaufort)‏ كان رجل دين إنجليزي من العصور الوسطى. بالإضافة إلى كونه أسقفاً فقد كان من أحدا أفراد عائلة بلانتاجانت الملكية وكاردينال.